# Templo del Sagrado Corazón (Zacatelco)
El Templo del Sagrado Corazón, es una iglesia católica ubicada en la ciudad de Zacatelco, en el estado mexicano de Tlaxcala. Fue construido durante los siglos XVIII y XIX. Es de estilo románico, hecho principalmente de bóveda de cañón. El templo está catalogado como monumento histórico bajo el código 04444 por el Instituto Nacional de Antropología e Historia (INAH).

## Historia
La construcción del Templo del Sagrado Corazón comenzó en el siglo XVIII y culminó en el siglo XIX, tiene características de estilo románico decorado con pilastras y una ventana en arco de medio punto.
En la parte izquierda conserva una espadaña en arco mientras que el borde derecho posee de una torre de cruz latina. Los materiales más significativos son la piedra y la bóveda de cañón.